# Соле, Ферран
Ферран Соле Сала (исп. Ferran Solé Sala; род. 25 августа 1992 года, Сан-Кирзе-дель-Вальес) — испанский гандболист, выступает за французский клуб «Пари Сен-Жермен». Чемпион Европы 2018 и 2020 годов в составе сборной Испании.

## Карьера
Ферран Соле начал профессиональную карьеру в клубе «Гранольерс». В 2016 году Соле перешёл в французский клуб «Феникс Тулуза». 
Ферран Соле выступает за сборную Испании. За сборную Испании Ферран Соле сыграл 20 матчей и забил 81 мяч. Участвовал в чемпионате Мира по гандболу 2019

## Награды
- Победитель чемпионата Европы: 2018
- Лучший правый крайний чемпионата Мира: 2019[3]

## Статистика
Статистика Феррана Соле за сезон 2018/19 указана на 15.1.2019
| Сезон        | Клуб          | Лига           | Матчи | Голы | 7-метр | Голы |
| ------------ | ------------- | -------------- | ----- | ---- | ------ | ---- |
| 2016/17      | Феникс Тулуза | LNH Division 1 | 25    | 123  | 41     | 82   |
| 2017/18      | Феникс Тулуза | LNH Division 1 | 19    | 98   | 32     | 66   |
| 2018/19      | Феникс Тулуза | LNH Division 1 | 13    | 49   | 15     | 34   |
| 2016 — н. в. | Итого         |                | 57    | 270  | 88     | 182  |